# Andrew Ridgway

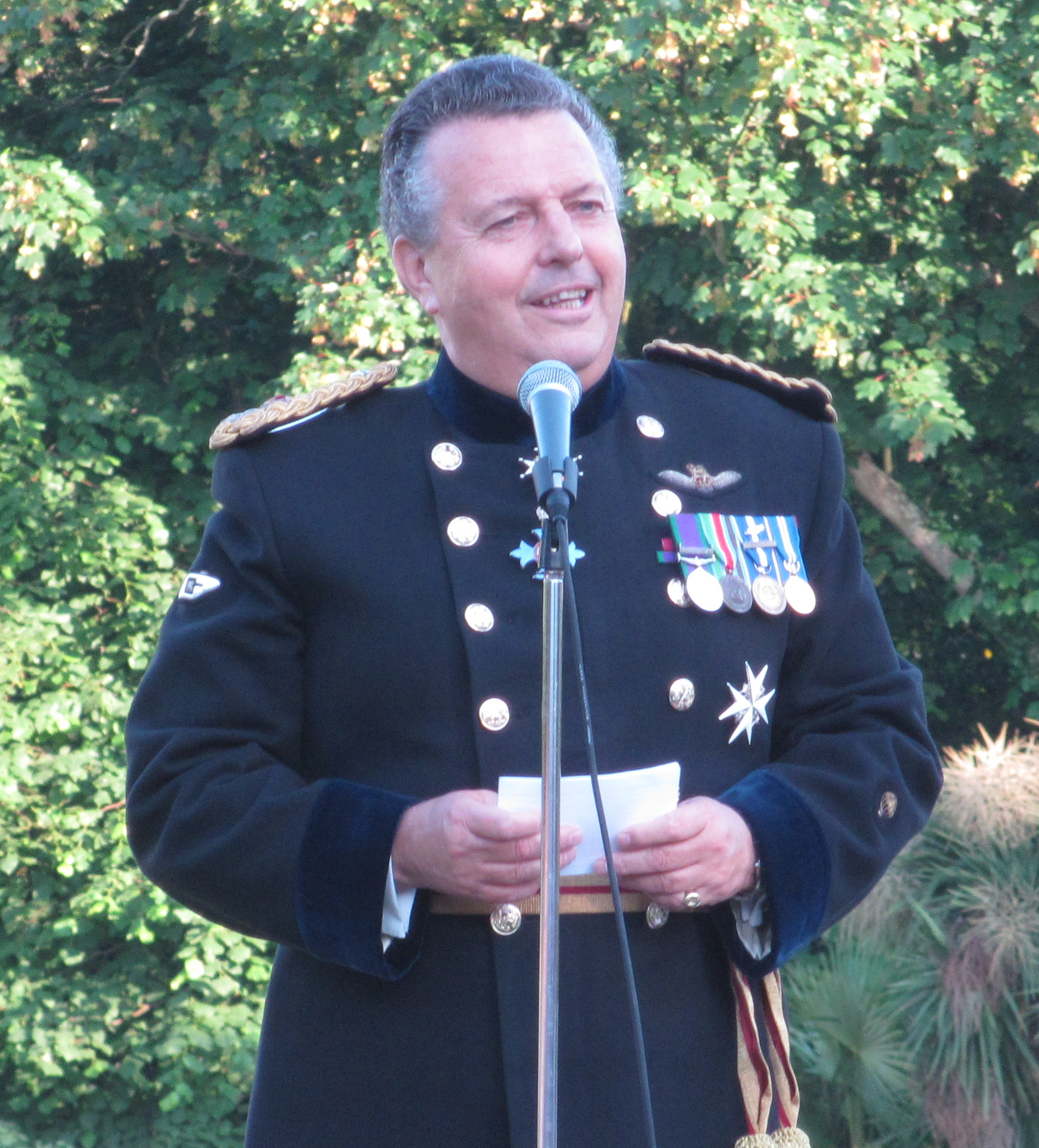
Andrew Ridgway (2010)

Sir Andrew Peter Ridgway, KBE, CB (* 20. März 1950 in Teddington) ist ein ehemaliger britischer Generalleutnant, der unter anderem zwischen 2003 und 2006 Chef des Militärnachrichtendienstes DIS (Defence Intelligence Staff) sowie von 2006 bis 2011 Vizegouverneur (Lieutenant Governor) von Jersey war.

## Leben
Ridgway absolvierte nach dem Besuch der Hele’s School in Exeter eine Offiziersausbildung an der Royal Military Academy Sandhurst (RMAS) sowie am St John’s College der University of Cambridge. 1970 trat er als Offizier in die British Army ein und wurde zunächst zum 3rd Royal Tank Regiment in Deutschland versetzt, ehe er nach Nordirland verlegt wurde. Dort war er Zugführer dieses mit Chieftain-Kampfpanzern ausgestatteten Panzerregiments. Im Anschluss absolvierte er 1974 eine Ausbildung zum Hubschrauberpiloten und war in der Folgezeit Kommandeur der Luftstaffel des in Belize und Nordirland eingesetzten 1st Royal Tank Regiment. Nachdem er 1982 das Staff College Camberley absolviert hatte, fand er verschiedene weitere Verwendungen.

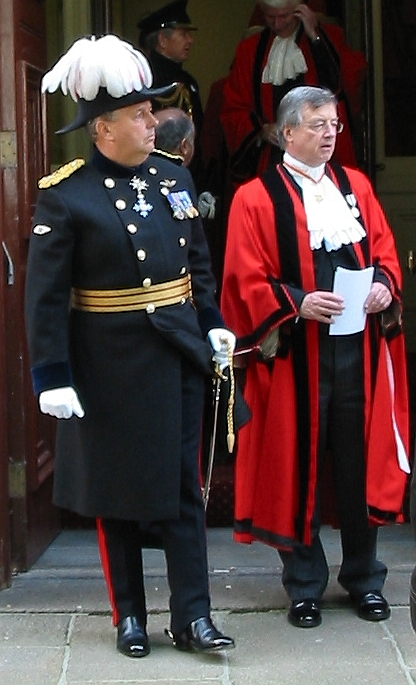
Ridgway als Lieutenant Governor von Jersey mit dem Bailiff von Jersey Philip Bailhache (2008)

1991 wurde Ridgway Kommandant des 3rd Royal Tank Regiment sowie 1993 Kommandeur der 7. Gepanzerten Brigade (7th Armoured Brigade), den sogenannten „Desert Rats“, ehe er als Brigadegeneral 1994 Kommandeur der zur United Nations Protection Force (UNPROOFOR) gehörenden Friedenstruppen der Vereinten Nationen in Mittel-Bosnien und Herzegowina wurde. Für seine Verdienste wurde er 1995 Commander des Order of the British Empire (CBE). Im Anschluss wurde er zum Verteidigungsministerium versetzt und war dort anfangs für den Haushalt des Heeres zuständig. Danach fungierte er im Ministerium als erster Direktor für Einsatzbereitschaft und anschließend als erster Generaldirektor für Aus- und Fortbildung. Er fungierte ferner als Chef der Gemeinsamen Truppenoperationen während der von den USA geleiteten Task Force in Kuwait. Von 1995 bis 1999 amtierte er als Deputy Colonel Commandant und von 1999 bis 2006 als Colonel Commandant des Royal Tank Regiment.
Im Kosovokrieg übernahm Generalmajor Ridgway 1999 den Posten als Chef des Stabes der Schnellen Eingreiftruppe der Allied Command Europe Mobile Forces (AMF) sowie der Truppen im Kosovo. Für seine dortigen Verdienste erhielt er 2000 eine Queen’s Commendation for Valuable Service (QCVS) und wurde zudem 2001 Companion des Order of the Bath (CB). Zuletzt wurde er 2003 als Generalleutnant Nachfolger von Air Marshal Joe French als Chef des Militärnachrichtendienstes DIS (Defence Intelligence Staff) und bekleidete diesen Posten bis 2006, woraufhin er durch Air Marshal Stuart Peach abgelöst wurde. In dieser Verwendung war er zugleich stellvertretender Vorsitzender des Gemeinsamen Nachrichtendienstausschusses (Joint Intelligence Committee) und erhielt 2005 die Auszeichnung der US-amerikanischen Defense Intelligence Agency.
Am 14. Juni 2006 löste Ridgway Air Chief Marshal John Cheshire als Lieutenant Governor von Jersey ab. Diesen Posten hatte er bis zum 30. Juni 2011 inne, woraufhin General John McColl am 26. September 2011 die Nachfolge antrat. In dieser Zeit wurde er 2010 Knight of Grace des Order of Saint John sowie zum Ende seiner Amtszeit am 11. Juni 2011 zum Knight Commander des Order of the British Empire (KBE) geschlagen und führt seither das Prädikat „Sir“. Vom 1. Februar 2014 bis zum 31. Januar 2017 war er Mitglied der Ernennungskommission der Justiz (Judicial Appointments Commission).
Aus seiner Ehe mit Valerie Ridgway gingen vier Kinder hervor.